# Калиман I Асен
Вижте пояснителната страница за други личности с името Коломан.
Колома̀н I Асѐн (също и Калиман I Асен), наричан „Детето цар“ от византийските историци, е малолетен цар на България от 1241 до 1246 г.

## Произход и царуване
Той е син на Иван Асен II от брака му с унгарската принцеса Анна-Мария. Държавата е управлявана от регентство от името на малолетния цар.
За произхода на името на царя има няколко хипотези. Според една от тях името Коломан се обяснява с унгарското влияние в българския царски двор през този период. През ХI-ХIII век в Унгария и Австрия е изключително почитан Свети Коломан (на латински: Colomannus). В писмото на папа Инокентий IV от 21 март 1245 г. до българския цар Коломан I Асен същият е именуван като Colomanno in Bulgaria. Съществува и гледна точка, че е кръстен на дядо си Калоян. (кало на гръцки значи „хубав“. Петър и Йоан, носят съответни прякори - Калопетър и Калоян, т.е „Хубавият Петър“ и „Хубавият Йоан“. Напълно възможно е името да е „Каломан“, т.е. „хубавият мъж“)
След смъртта на Иван Асен II положението в страната става тревожно, вследствие на засилващия се натиск от страна на татарите, които по това време опустошават Средна Европа. През есента на 1242 или 1243 г., навярно на връщане от маджарските земи, татарските орди на хан Бату опустошават Северна България и принуждават търновското регентство да плаща ежегоден данък на образувалата се в Южна Русия татарска държава, известна под названието „Златната орда“. Освен външните проблеми България е раздирана и от вътрешни междуособици.
Недоволна болярска групировка, начело с третата жена на Иван Асен II – Ирина, отравят Коломан I Асен през 1246 г. и на престола се възкачва нейният син Михаил II Асен, който е също малолетен.

## Памет
На Коломан е наречена улица в квартал „Славия“ в София (Карта).